# Tlalocomyia osborni
Tlalocomyia osborni är en tvåvingeart som först beskrevs av Stains och Frank Hall Knowlton 1943.  Tlalocomyia osborni ingår i släktet Tlalocomyia och familjen knott.
Artens utbredningsområde är Kalifornien. Inga underarter finns listade i Catalogue of Life.